# 萊克城 (伊利諾伊州)
萊克城（英語：Lake City）是位於美國伊利諾伊州莫爾特里縣的一個非建制地區。該地的面積和人口皆未知。

## 地理
萊克城的座標為39°45′16″N 88°43′12″W / 39.75444°N 88.72000°W，而該地的平均海拔高度為210米（即689英尺）。